# Войнаровский (поэма)
«Войнаровский» — романтическая поэма русского поэта Кондратия Рылеева об Андрее Войнаровском. Была написана в 1823—1824 годах, отдельные фрагменты текста были опубликованы в журналах «Соревнователь просвещения и благотворения», «Сын отечества» и «Полярная звезда» в 1824 году. В 1825 году, накануне декабристского восстания, увидело свет первое относительно полное издание поэмы (с цензурными купюрами).

## Сюжет
Центральный персонаж поэмы — украинский аристократ Андрей Войнаровский, племянник гетмана Ивана Мазепы, поддержавший его переход на сторону шведов во время Северной войны. Рылеев изображает своего героя не как изменника, а как борца с самодержавием, причём явно поэтизирует его образ.
В посвящении А. А. Бестужеву Рылеев сформулировал своё поэтическое кредо.